# Rhynchaglaea albibasis
Rhynchaglaea albibasis là một loài bướm đêm trong họ Noctuidae.